# Rio Daymán
O Rio Daymán é um afluente do rio Uruguai que serve de fronteira natural entre os departamentos de Salto e Paysandú localizados no nor-oeste do território de Uruguai.

## História
A sua travessia foi uma das jornadas de emigração do povo da Banda Oriental em 1811. A travessia foi registrada em 7 de dezembro de 1811, três dias após cruzar o arroio Chapicuy Grande.

## Turismo
Sobre sua costa, nas proximidades da cidade de Salto, encontram-se as Termas do Daymán que constituem um centro turístico de importância na região.